# Xã Circleville, Quận Pickaway, Ohio
Xã Circleville (tiếng Anh: Circleville Township) là một xã thuộc quận Pickaway, tiểu bang Ohio, Hoa Kỳ. Năm 2010, dân số của xã này là 2.389 người.